# Frank Quinn
Frank Stringfellow Quinn (Havana, 3 de junho de 1946) é um matemático estadunidense.

## Obras
- Ends of Maps, Teil 1, Annals of Mathematics, Band 110, 1979, p. 275–331, Teil 2, Inventiones Mathematicae, Band 68, 1982, p. 353–424, Teil 3, J. Differential Geometry, Volume 7, 1982, p. 503–521
- com Michael Freedman Topology of 4-Manifolds, Princeton University Press 1990
- com Vyacheslav S. Krushkal Subexponential groups in 4-manifold topology, Geometric Topology, Volume 4, 2000, p. 407—430.